# Etropus ectenes
Etropus ectenes är en fiskart som beskrevs av Jordan, 1889. Etropus ectenes ingår i släktet Etropus och familjen Paralichthyidae. IUCN kategoriserar arten globalt som livskraftig. Inga underarter finns listade i Catalogue of Life.